# Georg Scharnagl
Georg Scharnagl (geboren als Georg Scharnagl-Würl, 26. Februar 1880 in Lohm, Österreich-Ungarn; gestorben 20. Oktober 1965 in Ingolstadt) war ein tschechoslowakischer und deutscher Politiker.

## Leben
Georg Scharnagl war Landwirt in Pirkau und war dort auch Gemeinderat und Bürgermeister. 1909 wurde er Gründer des Christlich-sozialen Bauernbundes in Folge der Agitation von Ambros Opitz und der Christlichsozialen Partei. Nach der Gründung der Tschechoslowakei wurde Scharnagl 1920 Mitglied der Deutschen Christlich-Sozialen Volkspartei (DCSVP) und Mitglied der Parteileitung. Er wurde 1920 erstmals als Abgeordneter in das Tschechoslowakische Abgeordnetenhaus gewählt und bei den folgenden Wahlen jeweils wiedergewählt. 1935 wechselte er in den Tschechoslowakischen Senat. Nach dem Münchener Abkommen 1938 und der Okkupation des Sudetenlandes durch das Deutsche Reich verfiel sein Mandat. Scharnagl wurde im Dezember 1938 Mitglied der NSDAP (Mitgliedsnummer 6.846.109).
Nach Kriegsende wurde Scharnagl aus der Tschechoslowakei vertrieben. Er kam nach Ingolstadt und war dort Mitglied des Kreisvorstandes der Sudetendeutschen Landsmannschaft. Scharnagl wurde Mitglied der CSU und in Ingolstadt ihr Kreisgeschäftsführer.